# Пентан
Пента́н — органічна сполука з формулою C5H12 — тобто алкан з п'ятьма атомами Карбону. Термін може вказувати на будь-який з трьох структурних ізомерів (пентани), або їх суміш, але згідно номенклатури ІЮПАК, пентан позначає тільки n-пентан; інші два називаються ізопентан (метилбутан) і неопентан (диметилпропан). Циклопентан не є ізомером пентану, бо має лише 10 атомів Гідрогену.

## Пікоскопічне зображення та анімація
Пікоскопічне зображення молекули пентану та її анімація
.
Пікоскопічне зображення молекули н-пентану (роздільна здатність 10 пікометрів), отримане шляхом денситометрії електронної хмарки. На зображенні видно всі п'ять атомів вуглецю з відповідною просторовою геометрією. Атомів водню на пікоскопічному зображенні   нема тому, що іонний зв'язок, це повна передача  електрона від одного атома до іншого з утворенням іона. Іоном атома водню є протон. Тобто, іон водню повністю позбавлений електронної хмарки на що вказує список ступенів окислення хімічних елементів заснований на таблиці Грінвуда
, що й передає пряме пікоскопічне зображення. В результаті у водню зникає електронна хмарка і залишається лише ядро атому. Пікоскопічне зображення пояснюється анімаційною моделлю пентану, праворуч, яка вірно передає форму електронной хмарки сігма-зв'язку між атомами карбону у  вуглецевих нанотрубках, тощо.

## Скелетна формула

Скелетна формула пентану

Скелетна формула, або скорочена формула органічної сполуки — це тип молекулярної структурної формули, яка слугує скороченим зображенням зв’язку молекули та деяких деталей її молекулярної геометрії. Скелетна формула показує скелетну структуру або скелет молекули, яка складається з скелетних атомів, які утворюють молекулу. Як показує пікоскопія атомві та молекул, саме ця формула найбільш точно відображає органічні сподуки.

## Див також
- Пентани